# Mohamed El Nour Mohamed
Mohamed El Nour A. Mohamed (né le 18 mars 1996 au Soudan) est un athlète qatarien, spécialiste du 800 m.
Son meilleur temps est de 1 min 49 s 62 à Saint-Nicolas, le 29 mai 2014. Il est champion d'Asie du relais 4 x 400 m à Wuhan.